# Pray / Get Into A Groove
«Pray / Get Into A Groove» es el sencillo n.º 13 de la banda Every Little Thing, lanzado al mercado el 1 de enero del año 2000 bajo el sello avex trax.

## Detalles
El sencillo fue lanzado el primer día del año 2000, y es también el primer sencillo promocional del álbum eternity que sería lanzado algún tiempo después. Obviamente la promoción y rotación del vídeo musical, presentaciones en vivo y otros empezaron anteriormente al lanzamiento del sencillo para aumentar ventas, lo que ayudó a que llegara al segundo lugar de los sencillos más vendidos según las listas de Oricon. Este es también el primer sencillo de Every Little Thing de doble cara A.

## Canciones
1. «Pray»
2. «Get Into A Groove»
3. «Pray» (Ramdoubler's Remix)
4. «Get Into A Groove» (HΛL's Remix)
5. «Pray» (Instrumental)
6. «Get Into A Groove» (Instrumental)

- Datos: Q3326559